# East Bengal FC 2022-2023
Questa voce raccoglie le informazioni riguardanti l'East Bengal nelle competizioni ufficiali della stagione 2022-2023.

## Maglie e sponsor

### Indian Super League
| Casa | Trasferta | Terza |

### Durand Cup
| Casa | Trasferta |

## Organico

### Rosa
| N. |                    | Ruolo | Calciatore          |
| -- | ------------------ | ----- | ------------------- |
| 1  | India (bandiera)   | P     | Kamaljit Singh      |
| 2  | India (bandiera)   | D     | Mohammad Rakip      |
| 4  | Spagna (bandiera)  | D     | Iván González       |
| 5  | India (bandiera)   | D     | Lalchungnunga       |
| 6  | India (bandiera)   | A     | Sumeet Passi        |
| 7  | India (bandiera)   | A     | Aniket Jadhav       |
| 8  | India (bandiera)   | C     | Amarjit Singh Kiyam |
| 10 | Brasile (bandiera) | A     | Cleiton Silva       |
| 11 | India (bandiera)   | A     | V.P. Suhair         |
| 12 | India (bandiera)   | C     | Angousana Luwang    |
| 13 | India (bandiera)   | P     | Pawan Kumar         |
| 14 | Brasile (bandiera) | C     | Alex                |
| 15 | India (bandiera)   | C     | Mobashir Rahman     |
| 16 | India (bandiera)   | D     | Sarthak Golui       |
| 17 | India (bandiera)   | D     | Jerry Lalrinzuala   |

| N. |                        | Ruolo | Calciatore           |
| -- | ---------------------- | ----- | -------------------- |
| 18 | India (bandiera)       | A     | Himanshu Jangra      |
| 19 | India (bandiera)       | D     | Ankit Mukherjee      |
| 23 | India (bandiera)       | D     | Souvik Chakrabarti   |
| 24 | Australia (bandiera)   | C     | Jordan O'Doherty     |
| 25 | India (bandiera)       | P     | Suvam Sen            |
| 26 | India (bandiera)       | A     | Thongkhosiem Haokip  |
| 29 | India (bandiera)       | A     | Naorem Mahesh Singh  |
| 32 | India (bandiera)       | P     | Naveen Kumar         |
| 33 | India (bandiera)       | D     | Pritam Kumar Singh   |
| 34 | India (bandiera)       | D     | Nabi Khan            |
| 37 | India (bandiera)       | D     | Tuhin Das            |
| 40 | Cipro (bandiera)       | D     | Charalampos Kyriakou |
| 61 | India (bandiera)       | D     | Athul Unnikrishnan   |
| 77 | Inghilterra (bandiera) | A     | Jake Jervis          |

### Altri giocatori
| N. |                    | Ruolo | Calciatore |
| -- | ------------------ | ----- | ---------- |
| 9  | Brasile (bandiera) | A     | Eliandro   |

| N. |  | Ruolo | Calciatore |
| -- |  | ----- | ---------- |

### Staff tecnico
Staff tecnico
- Stephen Constantine - Allenatore
- Thórhallur Siggeirsson - Vice allenatore
- Bino George - Vice allenatore
- Andy Petterson - Allenatore portieri

## Calciomercato
| Acquisti | Acquisti             | Acquisti         | Acquisti   |
| R.       | Nome                 | da               | Modalità   |
| -------- | -------------------- | ---------------- | ---------- |
| P        | Pawan Kumar          | Jamshedpur       | Definitivo |
| P        | Kamaljit Singh       | Odisha           | Definitivo |
| P        | Naveen Kumar         | FC Goa           | Prestito   |
| P        | Suvam Sen            |                  | Svincolato |
| D        | Iván González        | FC Goa           | Definitivo |
| D        | Sarthak Golui        | Bengaluru        | Definitivo |
| D        | Mohammad Rakip       | Mumbai City      | Definitivo |
| D        | Jerry Lalrinzuala    |                  | Svincolato |
| D        | Niranjan Mondal      | Calcutta Customs | Definitivo |
| D        | Pritam Kumar Singh   | Hyderabad        | Definitivo |
| D        | Souvik Chakrabarti   | Hyderabad        | Definitivo |
| D        | Charalampos Kyriakou | Doxa Katōkopias  | Definitivo |
| D        | Lalchungnunga        | Sreenidi Deccan  | Prestito   |
| D        | Ankit Mukherjee      |                  |            |
| D        | Nabi Khan            | GeorgeTelegraph  | Definitivo |
| D        | Tuhin Das            | Kalighat Milan   | Definitivo |
| C        | Angousana Luwang     |                  |            |
| C        | Mobashir Rahman      | Jamshedpur       | Definitivo |
| C        | Sujit Singh          | George Telegraph | Definitivo |
| C        | Amarjit Singh Kiyam  | FC Goa           | Definitivo |
| C        | Alex                 | Jamshedpur       | Definitivo |
| C        | Jordan O'Doherty     |                  | Svincolato |
| A        | Vishnu TM            | Aryan            | Definitivo |
| A        | Shubham Bhowmick     | Madan Maharaj    | Definitivo |
| A        | Aniket Jadhav        | Hyderabad        | Prestito   |
| A        | V.P. Suhair          | NorthEast Utd    | Definitivo |
| A        | Naorem Mahesh Singh  | Kerala Blasters  | Definitivo |
| A        | Cleiton Silva        |                  | Svincolato |
| A        | Eliandro             |                  | Svincolato |
| A        | Sumeet Passi         | Punjab FC        | Definitivo |
| A        | Himanshu Jangra      | Delhi            | Prestito   |
| A        | Thongkhosiem Haokip  |                  | Svincolato |
| A        | Jesin TK             | Kerala United    | Definitivo |

| Cessioni | Cessioni             | Cessioni        | Cessioni      |
| R.       | Nome                 | a               | Modalità      |
| -------- | -------------------- | --------------- | ------------- |
| P        | Sankar Roy           | Mohammedan      | Definitivo    |
| P        | Arindam Bhattacharya | NorthEast Utd   | Definitivo    |
| D        | Lalrinliana Hnamte   | ATK Mohun Bagan | Definitivo    |
| D        | Adil Khan            | Hyderabad       | Fine prestito |
| D        | Franjo Prce          |                 | Svincolato    |
| D        | Hira Mondal          | Bengaluru       | Definitivo    |
| D        | Daniel Gomes         | Kenkre          | Definitivo    |
| D        | Joyner Lourenco      |                 | Svincolato    |
| D        | Sarineo Fernandes    |                 | Svincolato    |
| D        | Saikhom Goutam Singh |                 | Svincolato    |
| D        | Raju Gaikwad         |                 | Svincolato    |
| D        | Niranjan Mondal      | East Bengal B   | Definitivo    |
| C        | Jackichand Singh     | Mumbai City     | Fine prestito |
| C        | Sourav Das           | Chennaiyin      | Definitivo    |
| C        | Mohammed Rafique     | Chennaiyin      | Definitivo    |
| C        | Fran Sota            | SD Logroñés     | Definitivo    |
| C        | Darren Sidoel        |                 | Svincolato    |
| C        | Songpu Singsit       |                 | Svincolato    |
| C        | Romeo Fernandes      |                 | Svincolato    |
| C        | Bikash Jairu         |                 | Svincolato    |
| C        | Loken Meitei         |                 | Svincolato    |
| C        | Sujit Singh          | Mohammedan      | Definitivo    |
| A        | Marcelo Ribeiro      | Gil Vicente     | Fine prestito |
| A        | Subha Ghosh          | Kerala Blasters | Fine prestito |
| A        | Antonio Perošević    |                 | Svincolato    |
| A        | Rahul Kumar Paswan   | Mohammedan      | Definitivo    |
| A        | Balwant Singh        |                 | Svincolato    |
| A        | Thongkhosiem Haokip  |                 | Svincolato    |
| A        | Siddhant Shirodkar   |                 | Svincolato    |
| A        | Vishnu TM            | East Bengal B   | Definitivo    |
| A        | Shubham Bhowmick     | East Bengal B   | Definitivo    |
| A        | Jesin TK             | East Bengal B   | Definitivo    |

### Mercato invernale
| Acquisti | Acquisti           | Acquisti      | Acquisti   |
| R.       | Nome               | da            | Modalità   |
| -------- | ------------------ | ------------- | ---------- |
| P        | Suvam Sen          |               | Svincolato |
| D        | Athul Unnikrishnan | East Bengal B | Definitivo |
| A        | Jake Jervis        |               | Svincolato |

| Cessioni | Cessioni      | Cessioni         | Cessioni   |
| R.       | Nome          | a                | Modalità   |
| -------- | ------------- | ---------------- | ---------- |
| A        | Aniket Jadhav | Odisha           | Definitivo |
| A        | Eliandro      | Inter de Limeira | Definitivo |

## Risultati

### Indian Super League
| Arbitro: | Srikrishna C. |

|                                          |           |          |
| Adrián Luna 71’ Ivan Kalyuzhnyi 81’, 89’ | Marcatori | 87’ Alex |

| Arbitro: | Kundu H. |

|                          |           |                                      |
| Cleiton Silva 64’ (Rig.) | Marcatori | 8’ Brandon Fernandes 90+4’ Edu Bedia |

| Arbitro: | Kanojia A. |

|                       |           |                                                                 |
| Matt Derbyshire 90+2’ | Marcatori | 12’ Cleiton Silva 53’ Charalampos Kyriakou 84’ Jordan O'Doherty |

| Arbitro: | Srikrishna C. |

|                                   |           |  |
| Hugo Boumous 56’ Manvir Singh 66’ | Marcatori |  |

| Arbitro: | Bora U. |

|  |           |                       |
|  | Marcatori | 69’ Vafa Hakhamaneshi |

| Arbitro: | Kundu H. |

|  |           |                   |
|  | Marcatori | 69’ Cleiton Silva |

| Arbitro: | Mohamed J. |

|                                                 |           |                                                                        |
| Thongkhosiem Haokip 23’ Naorem Mahesh Singh 35’ | Marcatori | 47’, 48’ Pedro Martín 66’ Jerry Mawihmingthanga 76’ Nandha Kumar Sekar |

| Arbitro: | Crystal J. |

|                                |           |                                       |
| Jay Emmanuel-Thomas 40’ (Rig.) | Marcatori | 2’ V.P. Suhair 26’, 58’ Cleiton Silva |

| Arbitro: | Nathan S. |

|                                       |           |  |
| Mohammad Yasir 38’ Javier Siverio 85’ | Marcatori |  |

| Arbitro: | Nagvenkar T. |

|  |           |                                       |
|  | Marcatori | 26’, 60’ Lalengmawia 50’ Greg Stewart |

| Arbitro: | Kumar Gupta R. |

|                                |           |                    |
| Cleiton Silva 39’ (Rig.) 90+2’ | Marcatori | 55’ Javi Hernández |

| Arbitro: | Venkatesh R. |

|                                                  |           |                   |
| Diego Maurício 22’, 53’ Nandha Kumar Sekar 45+2’ | Marcatori | 10’ Cleiton Silva |

| Arbitro: | Purkayastha A. |

|                   |           |                                 |
| Cleiton Silva 12’ | Marcatori | 61’ Harry Sawyer 85’ Ritwik Das |

| Arbitro: | Rowan A. |

|  |           |                                       |
|  | Marcatori | 9’ Javier Siverio 90+3’ Aaren D'Silva |

| Arbitro: | Mohamed J. |

|                                                      |           |                                   |
| Iker Guarrotxena 11’, 21’, 23’ Brandon Fernandes 53’ | Marcatori | 59’ V.P. Suhair 66’ Sarthak Golui |

| Arbitro: | Kanojia A. |

|                   |           |  |
| Cleiton Silva 77’ | Marcatori |  |

| Arbitro: | Kumar Gupta R. |

|                                                 |           |                                                |
| Cleiton Silva 10’, 64’ (rig.) Jake Jervis 45+2’ | Marcatori | 30’ Parthib Gogoi 32’ Jithin MS 85’ Imran Khan |

| Arbitro: | Kundu H. |

|                                        |           |  |
| Lalchungnunga 48’ (A.g.) Rahim Ali 87’ | Marcatori |  |

| Arbitro: | Nagvenkar T. |

|  |           |                         |
|  | Marcatori | 53’ Naorem Mahesh Singh |

| Arbitro: | Crystal J. |

|  |           |                                            |
|  | Marcatori | 87’ Slavko Damjanović 90’ Dimitri Petratos |

#### Andamento in campionato
| Giornata  | 1  | 2  | 3 | 4 | 5  | 6 | 7 | 8 | 9 | 10 | 11 | 12 | 13 | 14 | 15 | 16 | 17 | 18 | 19 | 20 | 21 | 22 |
| --------- | -- | -- | - | - | -- | - | - | - | - | -- | -- | -- | -- | -- | -- | -- | -- | -- | -- | -- | -- | -- |
| Luogo     | T  | C  | T | T | C  | T | C | T | X | T  | C  | X  | C  | T  | C  | C  | T  | C  | C  | T  | T  | C  |
| Risultato | P  | P  | V | P | P  | V | P | V | X | P  | P  | X  | V  | P  | P  | P  | P  | V  | N  | P  | V  | P  |
| Posizione | 11 | 10 | 8 | 9 | 10 | 8 | 8 | 8 | 8 | 8  | 9  | 9  | 8  | 9  | 9  | 9  | 9  | 9  | 9  | 9  | 9  | 10 |

Legenda:

Luogo: C = Casa; T = Trasferta. Risultato: V = Vittoria; N = Pareggio; P = Sconfitta.

### Calcutta Football League
| Naihati 25 settembre 2022, ore 15:00 UTC+5:30 1ª giornata | East Bengal | 0 – 0 referto | Kidderpore | Bankimanjali Stadium (5 000 spett.)\| Arbitro: \| Mondal P. \| |
| Arbitro:                                                  | Mondal P.   |               |            |                                                                |

| Arbitro: | Ray D. |

|            |           |           |
| Baskey 51’ | Marcatori | 39’ Jesin |

| Arbitro: | Dhar T. |

|                     |           |  |
| Murmu 23’ Krizo 72’ | Marcatori |  |

| Arbitro: | Mondal P. |

|           |           |           |
| Singh 34’ | Marcatori | 90’ Faslu |

| Calcutta , ore UTC+5:30 5ª giornata | ATK Mohun Bagan | Partita – cancellata | East Bengal | Salt Lake Stadium |

#### Andamento in campionato
| Giornata  | 1 | 2 | 3 | 4 | 5 |
| --------- | - | - | - | - | - |
| Luogo     | C | T | T | C | T |
| Risultato | N | N | P | N | X |
| Posizione | 2 | 2 | 4 | 4 | 4 |

Legenda:

Luogo: C = Casa; T = Trasferta. Risultato: V = Vittoria; N = Pareggio; P = Sconfitta.
Il 24 settembre 2022 l'ATK Mohun Bagan ha comunicato all'IFA il suo ritiro dalla competizione affermando la loro mancanza di una squadra di riserva e che i giocatori non sono stati autorizzati dall'FSDL a giocare a nessun altro torneo durante l'ISL. L'IFA ha deciso di continuare il Super Six con solo cinque squadre invece di promuovere la quarta squadra classificata nella prima fase.

### Super Cup
| Arbitro: | Kumar Gupta R. |

|                        |           |                     |
| Nandha Kumar Sekar 73’ | Marcatori | 38’ Mobashir Rahman |

| Arbitro: | Arumughan R. |

|                                             |           |                                          |
| Naorem Mahesh Singh 4’, 45’ V.P. Suhair 17’ | Marcatori | 11’, 71’ Javier Siverio 83’ Abdul Rabeeh |

| Arbitro: | Venkatesh R |

|                                          |           |                                          |
| Naorem Mahesh Singh 17’ Sumeet Passi 22’ | Marcatori | 42’ HK Lalhruaitluanga 48’ Lalchhawnkima |

#### Andamento in coppa
| Giornata  | 1 | 2 | 3 |  |
| --------- | - | - | - |  |
| Luogo     | T | C | C |  |
| Risultato | N | N | N |  |
| Posizione | 3 | 3 | 3 |  |

Legenda:

Luogo: C = Casa; T = Trasferta. Risultato: V = Vittoria; N = Pareggio; P = Sconfitta.

### Durand Cup
| Calcutta 22 agosto 2022, ore 14:30 UTC+5:30 2ª giornata | East Bengal | 0 – 0 referto | Indian Navy | Salt Lake Stadium\| Arbitro: \| Tushir L. \| |
| Arbitro:                                                | Tushir L.   |               |             |                                              |

| Calcutta 25 agosto 2022, ore 14:30 UTC+5:30 3ª giornata | East Bengal | 0 – 0 referto | Rajasthan Utd | Kishore Bharati Krirangan\| Arbitro: \| Crystal J. \| |
| Arbitro:                                                | Crystal J.  |               |               |                                                       |

| Arbitro: | Srikrishna CR |

|  |           |                   |
|  | Marcatori | 45’ (A.g.) Sumeet |

| Arbitro: | Gupta RK |

|                               |           |                               |
| Passi 17’, 34’ Silva 22’, 81’ | Marcatori | 27’ Stewart 36’, 43’ Chhangte |

#### Andamento
| Giornata  | 1 | 2 | 3 | 4 | 5 |
| --------- | - | - | - | - | - |
| Luogo     | X | C | C | C | C |
| Risultato | X | N | N | P | V |
| Posizione | 3 | 3 | 4 | 4 | 4 |

Legenda:

Luogo: C = Casa; T = Trasferta. Risultato: V = Vittoria; N = Pareggio; P = Sconfitta.